# Dissociazione (diritto)
Con la legge n. 15 del 6 febbraio 1980 si introduceva in Italia il concetto giuridico di dissociazione.
Veniva di fatto convertito in legge, con alcune modificazioni, il decreto legge n. 625 del 15 dicembre 1979 concernente "misure urgenti per la tutela dell'ordine democratico e della sicurezza pubblica".
Questa legge nasce come una evoluzione di un decreto straordinario antiterrorismo, con alcune modifiche ad articoli del codice penale, per favorire la lotta contro i gruppi terroristici operanti in Italia, agevolando la dissociazione degli aderenti ai gruppi tramite sconti di pena offerti a chi forniva informazioni.
.

## Sconti di pena
Per il dissociato che si adopera per evitare che l'attività delittuosa sia portata a conseguenze ulteriori ovvero aiuta concretamente l'autorità di polizia e l'autorità giudiziaria nella raccolta di prove decisive per l'individuazione o la cattura dei concorrenti, la pena dell'ergastolo è sostituita da quella della reclusione da dodici a venti anni e le altre pene sono diminuite da un terzo alla metà per delitti commessi per finalità terroristiche.